# فرمگیوئیرو
فرمگیوئیرو (به پرتغالی: Formigueiro) یک منطقهٔ مسکونی در برزیل است که در ریو گرانده جنوبی واقع شده‌است. فرمگیوئیرو ۶٬۶۱۶ نفر جمعیت دارد.